# Cargill Meat Solutions
Cargill Meat Solutions est une division de Cargill Inc., qui comprend une société nord-américaine de distribution et de transformation de bœuf et de dinde et fournit la restauration et de l'alimentation en entreprises. Le siège social est situé à Wichita, au Kansas, aux États-Unis. Jody Horner est le président de cette division.